# 籾山紗希
籾山 紗希（もみやま さき、本名：園田紗希（そのだ さき）、1985年7月22日 - ）は、日本のゲームミュージックの作曲家。神奈川県出身。

## 来歴
北鎌倉女子学園高等学校音楽科卒業。専門学校東京ミュージックアンドメディアアーツ尚美(現、尚美ミュージックカレッジ専門学校)作曲科卒業。
2008年から2014年の間、ゲーム会社の日本ファルコムでサウンドクリエイターとして活動。
2014年、結婚を機に退社し、現在はフリーランスとしてiPhone用アプリ『アリスブレイカー』などゲーム音楽の楽曲・効果音の提供・配信を行っている。

## 手がけた作品

### 日本ファルコム
- ツヴァイ2
- イースVII
- 英雄伝説 零の軌跡
- 英雄伝説 碧の軌跡
- 那由多の軌跡
- イース セルセタの樹海
- 英雄伝説 閃の軌跡
- 英雄伝説 閃の軌跡II

### WINDVOICE
- アリスブレイカー